# Copionodon orthiocarinatus
Copionodon orthiocarinatus är en fiskart som beskrevs av De Pinna 1992. Copionodon orthiocarinatus ingår i släktet Copionodon och familjen Trichomycteridae. Inga underarter finns listade i Catalogue of Life.